# Renée Robitaille
Renée Robitaille, née en 1984, est une conteuse et auteure québécoise.

## Biographie
Née en 1984, Renée Robitaille a grandi en Abitibi-Témiscamingue,. Elle a fait des études en administration, et elle détient une maitrise en communications portant sur le conte oral au Québec,,.
Elle s'intéresse d'abord au conte en assistant à un spectacle de Michel Faubert, puis aux Dimanches du conte organisés par Jean-Marc Massie. Elle a eu Michel Faubert, Louis Champagne, Didier Kowarsky et Robert Favreau comme mentors,. Inspirée par le conte traditionnel, avec une approche théâtrale, elle a développé un intérêt pour les récits de vie et une « approche résolument contemporaine du conte, avec des histoires sur les mineurs en Abitibi ou les gens du Moyen Nord québécois, qu’ils soient nomades de chantiers ou autochtones souvent déracinés de leurs terres d’origine »,.
Elle est active depuis 1999 en tant que conteuse,,.
Contes coquins pour oreilles folichonnes premier spectacle présenté au Rendez-vous des Grandes Gueules de Trois-Pistoles est aussi son premier conte pour adulte publié chez Planète rebelle en 2000, est composé d' « histoires grivoises racontées dans des mots fleuris ». Depuis elle a publié une vingtaine de contes chez Planète rebelle et les Éditions Bayard. Elle a également fait paraitre un roman, Bélugas Béloufilles, Montréal, chez Les Heures bleues en 2019, ainsi qu'un essai, Carnet d'une jeune conteuse : un regard sur les recruteurs d'imaginaire, chez Planète rebelle en 2003.
En 2001, Robitaille représente le Québec aux Jeux de la Francophonie,.
Elle 2004 elle monte le spectacle Le temps des semailles mis en scène par Michel Faubert et en 2005 elle crée des contes pour une exposition d’Hydro-Québec en Abitibi sur les histoires de La Grande-Rivière. Entre 2007 et 2010, elle a présenté Hommes de pioche, un spectacle de contes sur les mineurs abitibiens mis en scène par Louis Champagne et soutenu à l’écriture par l’auteur Yvan Bienvenu, et Gros Biscuit. Gros Biscuit, mettant en scène des contes de Robert Munsch,.
Le Chant des Os est un spectacle sur les communautés du Nord québécois, créé par Robitaille en 2012, présenté au Québec et en France, et publié sous forme de livre-cd chez Planète rebelle. En 2020, elle présente Nues, un spectacle qui aborde le thème de la sexualité féminine à travers les témoignages de trois femmes « une femme de 88 ans, un autre d'une femme de 68 ans et enfin celui d'une trentenaire », pour lequel elle a questionné une trentaine de femmes. Elle a donné des représentations au Québec, en Europe en Asie et en Afrique,
Elle participe également au programme Artiste à l'école, et donne des spectacles-ateliers sur les contes traditionnels,.
Robitaille a trois enfants avec le musicien et concepteur sonore Étienne Loranger.

## Œuvres

### Contes
- Contes coquins pour oreilles folichonnes, Montréal, Planète rebelle, 2000, 50 p.  (ISBN 2-922528-21-9)
- Gourmandises et diableries, illustrés par Éloïse Brodeur, Montréal, Planète rebelle, collection Conter fleurette, 2003  (ISBN 2-922528-38-3)
- La Désilet s'est fait engrosser par un lièvre - Le temps des semailles, Montréal, Planète rebelle, Collection Paroles, 2005,  (ISBN 2-922528-50-2)
- Hommes de pioche, Montréal : Planète rebelle, Collection Paroles, 2008,  (ISBN 978-2-922528-88-6)
- Un chat sous les draps, poèmes de Jennifer Couëlle ; illustrés par Stéphanie Béliveau ; dits par Renée Robitaille, Montréal, Planète rebelle, 2007  (ISBN 978-2-922528-70-1)
- Ballons au ciel, poèmes de Jennifer Couëlle ; illustrés par Stéphanie Béliveau ; dits par Renée Robitaille, Montréal, Planète rebelle, 2008  (ISBN 978-2-922528-80-0)
- C'est bleu c'est vert, poèmes de Jennifer Couëlle ; illustrés par Stéphanie Béliveau ; dits par Renée Robitaille, Montréal, Planète rebelle, 2009  (ISBN 978-2-923735-01-6)
- Quand je tousse, j'ai des poils qui poussent, illustrations par Marie-Pierre Normand ; musiques par Jérôme Minière], Montréal, Planète rebelle, 2010  (ISBN 978-2-923735-11-5)
- Les mésaventures d'Arthur : le camion de pépites, illustrations, Caroline Hamel, Montréal, Éditions Bayard, 2010, 24 p.  (ISBN 978-2-89579-300-7)
- La soupe aux muscles, illustrations de Caroline Hamel, Montréal, Bayard Canada livres, 2011,  (ISBN 978-2-89579-329-8)
- Le chant des os , Montréal, Planète rebelle, 2012,  (ISBN 978-2-923735-46-7)
- Fatoumata, illustrations par Éloïse Brodeur, Montréal, Planète rebelle, 2013  (ISBN 9782923735887)
- La journée des pets et des rots, avec Éloïse Brodeur, Montréal, Planète rebelle, 2014  (ISBN 9782924174258)
- Douze oiseaux, illustrations de Philippe Béha, Montréal, Les Éditions de la Bagnole, 2015  (ISBN 9782897140823)
- La légende du Carcajou, illustré par Slavka Kolesar, Montréal, Planète rebelle, 2017  (ISBN 9782924174814)
- Le poil de Baribal, illustré par Olesya Shchukina, Montréal, Planète rebelle, 2020  (ISBN 9782924797778)
- Adèle et la douceur, avec Sara Gagnon-Dumont, Montréal, Planète rebelle, 2021  (ISBN 9782925142058)

### Romans
- Bélugas Béloufilles, Montréal, Les Heures bleues, 2019, 77p.  (ISBN 9782924914076)

### Essais
- Carnet d'une jeune conteuse : un regard sur les recruteurs d'imaginaire, Montréal, Planète rebelle, 2003, 87 p.  (ISBN 2-922528-34-0)